# NGC 1748
NGC 1748 è una nebulosa diffusa visibile nella Grande Nube di Magellano, nella costellazione del Dorado.
Le stelle all'interno di questa nebulosa emettono forti radiazioni, che vengono riflesse dai gas e permette loro di brillare di luce propria, a causa della ionizzazione. NGC 1748 è in via di dissolvimento, a causa di questo vento solare, e tra alcuni milioni di anni potrebbe essere del tutto dissolta.
Nella parte settentrionale della nebulosa si osserva un anello di polvere interstellare di colore rosaceo (nell'immagine), che sembra ruotare attorno ad una stella centrale molto luminosa, di massa 30 volte superiore a quella del Sole e oltre 200.000 volte più luminosa.